# Web会議

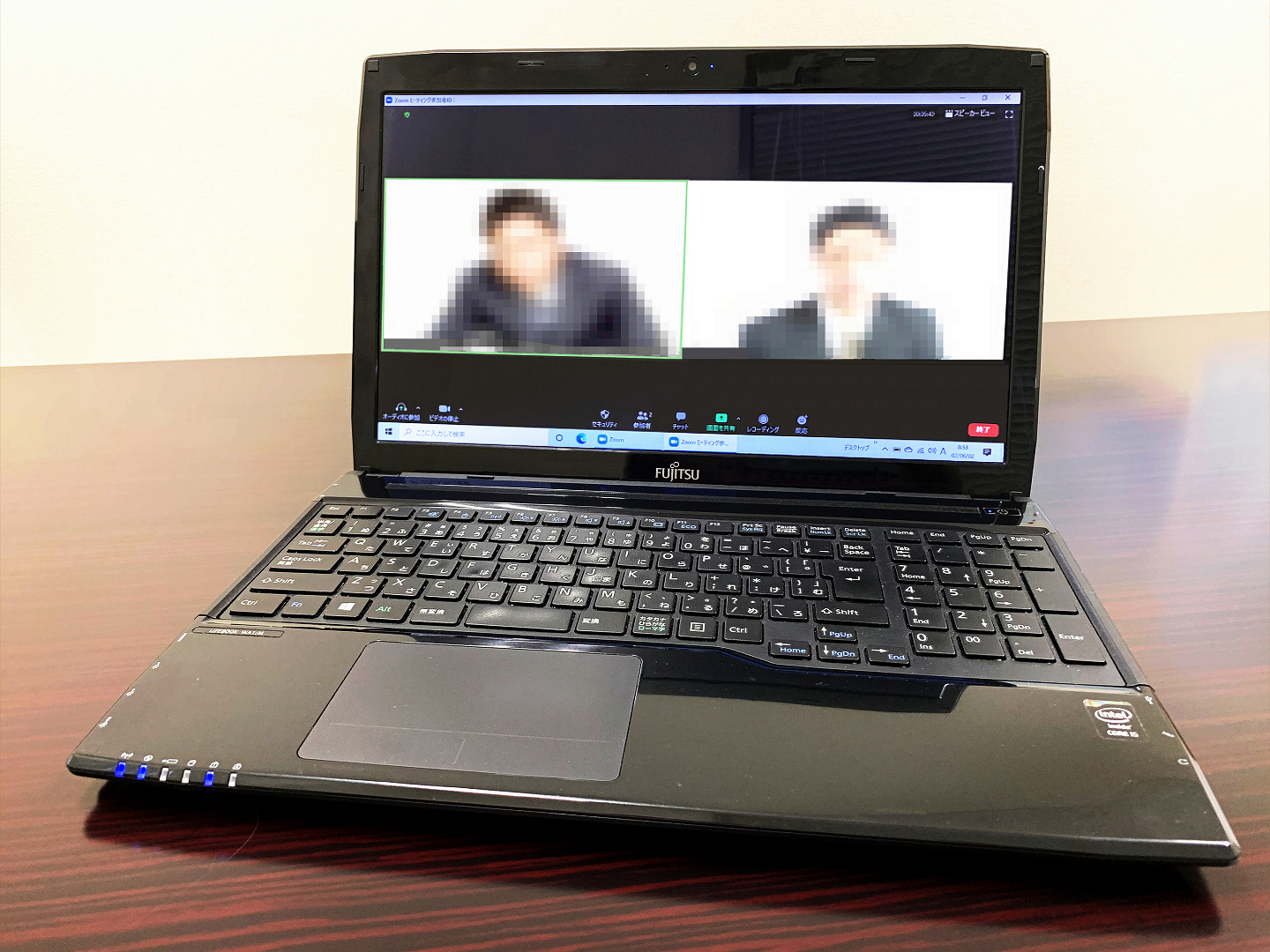
ノートパソコンを利用したWeb会議

Web会議（ウェブかいぎ、英語: web conferencing）またはWeb会議システムは、遠隔地どうしで、資料やコンピュータのデスクトップアプリケーションなどについてリアルタイム共有を実現するための情報システム。名前のとおり、インターネット・プロトコル・スイートに準じた接続であり、インターネットや組織内のイントラネットを介して接続される。

## ビデオ会議との比較

### 利点
- ビデオ会議（テレビ会議）では、映像（動画像）・音声の通信以外の機能を持たないシステムが多いが、Web会議ではチャット機能やパソコン上のファイルデータ送受信など、ビデオ会議以上の機能を有することが多い。Web会議は、その点で従来のビデオ会議（テレビ会議）の単なるWeb版ではない。
- 高価な専用機材を用いることなく（専用機材を据え付けた会議室などを用意しておく必要がなく）、インターネットに接続できる一般的なパソコンに、市販のマイク・スピーカー（ヘッドセットなど）やWebカメラを接続するだけで利用可能なものが多い。
- 通信プロトコルとしてHTTPベースで通信するため、容易にファイアウォールを超えることができるため、社外や遠隔地との会議を容易に実現可能である。

### 弱点
専用システムでないため、音声・映像の質は、ビデオ会議に比べて劣る場合もあるが、最近では音声・映像の質に力を入れ改善されている製品も多い。

### 共通点
ビデオ会議と互換性のある通信プロトコルを利用している物もあり、専用システムと接続して会議出来る物も有る。

## 使用法
多くがサーバ・クライアント方式であり、サーバを自組織内で運用する方法のほか、クラウドサービスとして提供されているシステムも多数存在する。
利用する端点では、一般のパソコンに市販のWebカメラとヘッドセットを接続し、そのパソコンにWeb会議用のソフトウェアを組み込んで動作させる（多くが、専用のアドレスへインターネットブラウザからアクセスすると、自動でソフトウエアが組み込まれるようになっている。会議用のアドレスは、会議開催をサーバに登録した時点で各参加者宛にメール配信されるようになっていたりする）